# Pieszkowo (Książnik)
Pieszkowo (niem. Achthuben) – niestandaryzowany przysiółek wsi Książnik w Polsce położona w województwie warmińsko-mazurskim, w powiecie ostródzkim, w gminie Miłakowo.
Miejscowość wzmiankowana w dokumentach z roku 1323, jako dworek pruski na 8 włókach. W roku 1782 we wsi odnotowano 6 domów (dymów), natomiast w 1858 w trzech gospodarstwach domowych było 55 mieszkańców. W latach 1937–39 było 45 mieszkańców. W roku 1973 jako kolonia Pieszkowo należało do powiatu morąskiego, gmina i poczta Miłakowo.